# Campeonato Colombiano de Futebol de 2024 – Segunda Divisão
O Torneo BetPlay DIMAYOR de 2024 foi a 34.ª edição da Primera "B" / Categoria "B", competição masculina equivalente à segunda divisão do futebol profissional colombiano.
A competição teve início em 2 de fevereiro e se encerrou em 14 de dezembro de 2024. Contou com a participação de 16 times.
O Unión Magdalena, de Santa Marta sagrou-se campeão ao vencer o Llaneros, de Villavicencio, na "Grande Final", conquistando assim seu segundo título na segunda divisão, ou outro título foi em 2021, garantindo seu retorno à primeira divisão em 2025 após rebaixamento na temporada anterior.
O Llaneros, por sua vez, também assegurou o acesso, ao terminar a temporada como vice-campeão e liderar a classificação geral, condição que lhe garantiu a segunda vaga na elite do futebol colombiano.

## Visão geral
| Nome oficial | Torneo BetPlay DIMAYOR de 2024                | Torneo BetPlay DIMAYOR de 2024                | Torneo BetPlay DIMAYOR de 2024                |
| Organizadora | Divisão Maior do Futebol Colombiano (DIMAYOR) | Divisão Maior do Futebol Colombiano (DIMAYOR) | Divisão Maior do Futebol Colombiano (DIMAYOR) |
| Patrocinador | BetPlay                                       | BetPlay                                       | BetPlay                                       |
| Datas        | Torneo I                                      | Fase I (Fase Regular)                         | 2 de fevereiro — 12 de maio                   |
| Datas        | Torneo I                                      | Fase II (Quadrangular Semifinal)              | 17 de maio — 10 de junho                      |
| Datas        | Torneo I                                      | Fase III (Final)                              | 16 e 19 de junho                              |
| Datas        | Torneo II                                     | Fase I (Fase Regular)                         | 19 de julho — 22 de outubro                   |
| Datas        | Torneo II                                     | Fase II (Quadrangular Semifinal)              | 28 de outubro — 23 de novembro                |
| Datas        | Torneo II                                     | Fase III (Final)                              | 28 de novembro e 3 de dezembro                |
| Datas        | Grande Final                                  | Grande Final                                  | 10 de dezembro e 14 de dezembro               |

## Final
| 10 de dezembro de 2024 | Unión Magdalena      | 1 — 0     | Llaneros | Santa Marta                                     |  |
| 19:00 (UTC−5)          | Sarmiento 22' (pen.) | Relatório |          | Estádio: Sierra Nevada Árbitro: Carlos Betancur |  |

| 14 de dezembro de 2024 | Llaneros   | 1 — 0 (2 — 4 pen.) | Unión Magdalena | Villavicencio                                              |  |
| 19:30 (UTC−5)          | Duarte 39' | Relatório          |                 | Estádio: Bello Horizonte — Rey Pelé Árbitro: Wilmar Roldán |  |

## Premiação
| Torneo BetPlay DIMAYOR de 2024                         |
| ------------------------------------------------------ |
| Unión Magdalena Campeão (2° título da segunda divisão) |